# Uldin
Uldin hoặc Uldes (? – 412) là một trong những thủ lĩnh chính của người Hung nằm ngoài vùng sông Danube dưới triều đại của Hoàng đế Đông La Mã (Byzantine) Arcadius (394-408) và Theodosius II (408-450). Tuy vậy ông lại không có toàn quyền kiểm soát người Hung mà chỉ là một nhã lãnh đạo cánh phía tây của đất nước.
Người La Mã lần đầu tiên biết đến ông là vào tháng 12 năm 400 khi Uldin cho xử trảm Gainas và gửi đầu ông này làm quà tặng Arcadius để dâng công. Năm năm sau, Uldin đứng đầu một hội đồng của người Hung, cùng với đồng minh là người Scirii phụng sự magister militum  của Đế quốc Tây La Mã là Stilicho chống lại cuộc xâm lược của người Goth dưới quyền Radagaisus.
Cuộc xâm chiếm tỉnh Moesia của Uldin vào năm 408 đã bị quân La Mã đẩy lui với hàng ngàn quân đồng minh German rơi vào tay họ. Uldin vì vậy mà đành phải rút quân về nước. Chẳng bao lâu sau ông lâm bệnh mất vào năm 412, khiến người Hung bị chia thành ba nhóm lớn.